# 前原実
前原 実（まえばら みのる、1957年7月19日 - ）は、日本の俳優、声優。シーグリーン所属。鹿児島出身。
特技は殺陣、水泳。

## 出演

### テレビドラマ
- 踊る大捜査線 - 仙波 役
- 女刑事ふたり 赤い月連続殺人!!死者に狙われる美しい目撃者…
- 鍵師
- 家政婦は見た!11「いのちを張った好奇心、秋子が惚れた極道の危険な秘密」
- 喰いタン・香港スペシャル - ホー 役
- 警視庁鑑識班2004 第1話 - 松川玲次 役
- こちら本池上署
- さすらい刑事旅情編 第3話「函館本線小樽の女」
- トリック
- 西村京太郎トラベルミステリー
- 日本一のカッ飛び男
- はぐれ刑事純情派
- 松本清張スペシャル・指
- 松本清張の証言
- “繭の密室”連続殺人事件
- 武蔵 MUSASHI
- 森村誠一の終着駅シリーズ 砂漠の暗礁・愛人殺しと夫殺し・二人の容疑者は犯行時新宿のホテルで逢っていた…小京都出石-城崎温泉に謎が
- 義経 - 船乗り 役
- 特命係長 只野仁
- 赤ひげ（2017年11月 - 、NHK BSプレミアム） - 竹造 役

### 映画
- アナザヘヴン - 捜査一課刑事 役
- 海猿 ウミザル
- 踊る大捜査線 THE MOVIE - 刑事課暴力犯係長・仙波 役
- 踊る大捜査線 THE MOVIE 2 レインボーブリッジを封鎖せよ! - 刑事課暴力犯係長・仙波 役
- 踊る大捜査線 THE MOVIE3 ヤツらを解放せよ! - 刑事課暴力犯係長・仙波 役
- 勝手にしやがれ!! 黄金計画
- 勝手にしやがれ!! 成金計画 - ヤクザA 役
- 勝手にしやがれ!! 英雄計画 - ヤクザ1 役
- 座頭市
- 忍者戦隊カクレンジャー・劇場版
- ミンボーの女 - 大親分の子分 役

### Vシネマ
- 女闘美ガールズ 秘宝！随喜の涙
- 修羅の道

### 特撮
- 仮面ライダーアギト（第1話ゲスト）
- 兄弟拳バイクロッサー（第18話ゲスト）
- スーパー戦隊シリーズ
  - 大戦隊ゴーグルファイブ（第43話ゲスト）
  - 超新星フラッシュマン（第29話ゲスト）
  - 光戦隊マスクマン（第42話ゲスト）
  - 高速戦隊ターボレンジャー（第34話ゲスト）
  - 地球戦隊ファイブマン（第48話ゲスト）
  - 電磁戦隊メガレンジャー（第9話ゲスト）
  - 星獣戦隊ギンガマン（第36話ゲスト）
  - 救急戦隊ゴーゴーファイブ （マグマゴレム〈初代、強化、シミュレーション〉の声、ゴダイの声）
  - 未来戦隊タイムレンジャーVSゴーゴーファイブ（オーグの叔父バーツの声）
- 特救指令ソルブレイン（第5話ゲスト）
- 特捜エクシードラフト（第30話ゲスト）

### CM
- VISAカード